# Elecciones estatales de Schleswig-Holstein de 2000

Resultados de escaños - SPD en rojo, los Verdes en verde, FDP en amarillo, CDU en negro, SSW en azul.

Las elecciones regionales de 2000 en Schleswig-Holstein se celebraron el 27 de febrero de 2000 para elegir a los setenta y cinco miembros de la XV Legislatura del Landtag de Schleswig-Holstein, por un período de cinco años.

## Antecedentes

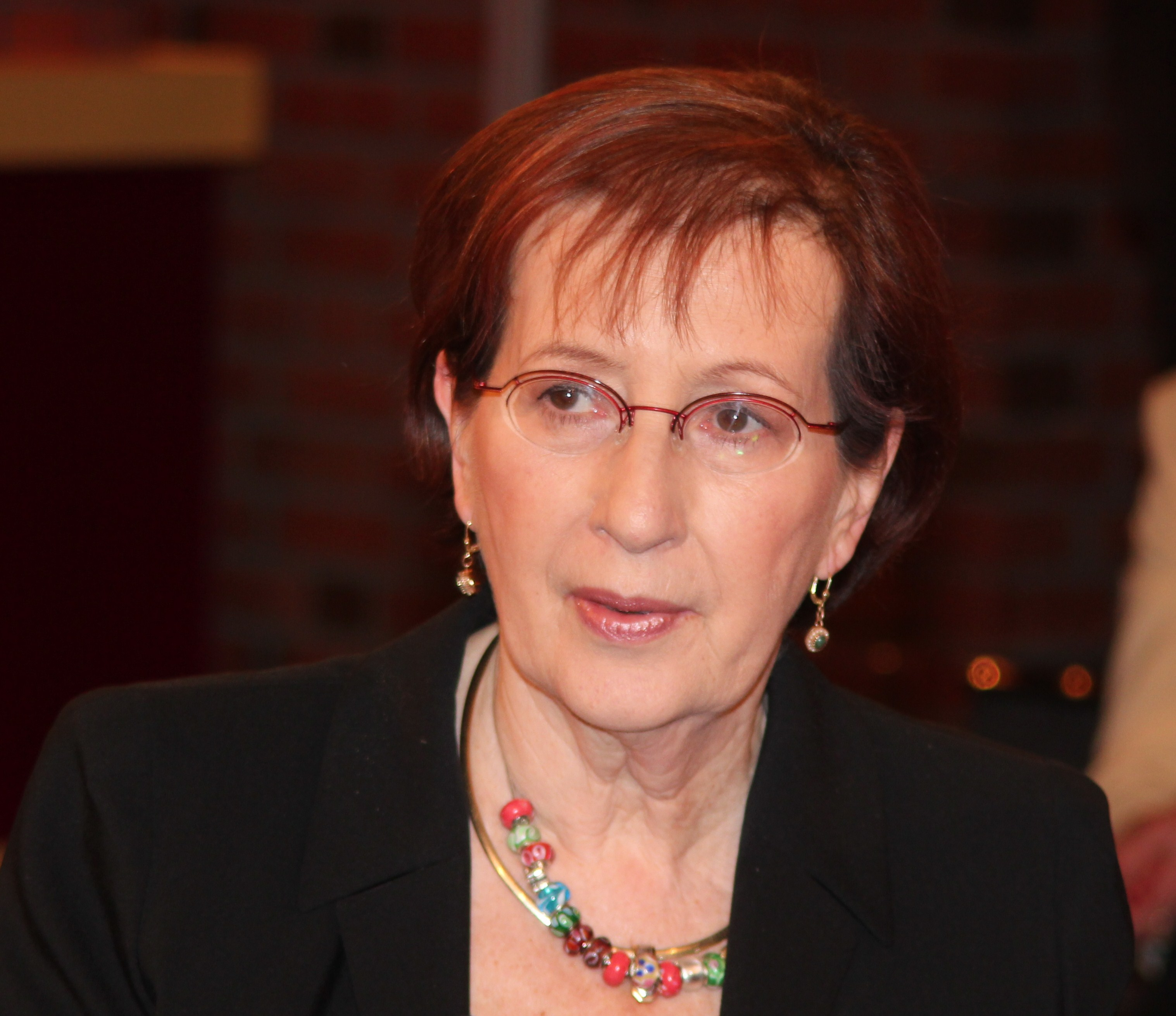
Heide Simonis

En las elecciones estatales del 24 de marzo de 1996 , el SPD, liderado por la ministra-presidenta saliente, Heide Simonis, investida en el cargo tras la renuncia de Björn Engholm, había perdido la mayoría absoluta que tenía desde hace ocho años, debido a una disminución de más de seis puntos porcentuales.
La CDU, en el poder en el estado casi continuamente entre 1946 y 1988, había sido dirigida por su Presidente Regional Ottfried Hennig, manteniéndose en el segundo lugar, mejorando su puntuación en casi cuatro puntos.
Gracias a la buena puntuación de Alianza 90/Los Verdes, que entraba por primera vez en el parlamento regional, Simonis había sido capaz de mantenerse en el poder, como parte de una coalición rojiverde con 39 diputados de 75.

## Sistema electoral
El Landtag tenía 75 miembros, 40 elegidos directamente en circunscripciones. Además, cada partido o alianza electoral debe tener una lista regional, con tantos candidatos como escaños en total. El día de las elecciones, cada votante tenía dos votos: el primero permitía votar por un candidato en un distrito electoral, el segundo por una lista.
Después de la votación, todos los escaños se distribuyeron proporcionalmente según el método d'Hondt entre las listas que obtuvieron al menos el 5% de los votos emitidos, con la excepción de la presentada por el SSW, que representaba los intereses de la minoría danesa y por lo tanto estaba exenta de cruzar este umbral.

### Encuestas
| Encuestador           | Fecha      | CDU    | SPD    | Verdes | FDP   | SSW   |
| --------------------- | ---------- | ------ | ------ | ------ | ----- | ----- |
| FgW                   | 25.02.2000 | 36,0 % | 44,0 % | 5,0 %  | 6,0 % | 4,0 % |
| Infratest             | 16.02.2000 | 34,0 % | 45,0 % | 4,5 %  | 9,5 % | 4,0 % |
| FgW                   | 04.02.2000 | 34,0 % | 44,0 % | 8,0 %  | 8,0 % | 4,0 % |
| Forsa                 | 02.02.2000 | 40,0 % | 42,0 % | 4,0 %  | 6,0 % | 3,0 % |
| Infratest             | 28.01.2000 | 37,0 % | 44,0 % | 5,0 %  | 6,0 % | 3,0 % |
| Forsa                 | 26.01.2000 | 39,0 % | 43,0 % | 5,0 %  | 6,0 % | 3,0 % |
| Infratest             | 12.01.2000 | 41,0 % | 42,0 % | 6,0 %  | 6,0 % | 2,0 % |
| Infratest             | 15.12.1999 | 42,0 % | 41,0 % | 5,0 %  | 5,0 % | 3,0 % |
| Elecciones anteriores | 24.03.1996 | 37,2 % | 39,8 % | 8,1 %  | 5,7 % | 2,5 % |

## Resultados
Los resultados fueron:
| Partido | Partido                                               | Votos     | Porcentaje de votos | Escaños | Porcentaje de escaños |
|         | Partido Socialdemócrata de Alemania (SPD)             | 630,728   | 43.1%               | 41      | 46.1%                 |
|         | Unión Demócrata Cristiana (CDU)                       | 515,421   | 35.2%               | 33      | 37.1%                 |
|         | Alianza 90/Los Verdes (GRÜNE)                         | 91,389    | 6.2%                | 5       | 5.6%                  |
|         | Partido Democrático Liberal (FDP)                     | 111,649   | 7.6%                | 7       | 7.9%                  |
|         | Asociación de Votantes del Schleswig Meridional (SSW) | 60,367    | 4.1%                | 3       | 3.4%                  |
|         | Partido Nacionaldemócrata de Alemania (NPD)           | 15,121    | 1.0%                | 0       | 0.0%                  |
|         | Partido del Socialismo Democrático (PDS)              | 20,066    | 1.4%                | 0       | 0.0%                  |
|         | Otros                                                 | 19,355    | 1.3%                | 0       | 0.0%                  |
| Total   | Total                                                 | 1,464,096 | 100.0%              | 89      | 100.0%                |

Aumentando en más de tres puntos, los socialdemócratas sobrepasaron por mucho la marca del 40%, convirtiéndose en la principal fuerza política. Este buen resultado significó el retroceso de sus aliados ecologistas, perdiendo estos dos puntos. La condición de tercera fuerza la tuvieron los liberales,  cuyos resultados mejoraron en proporciones iguales. Este éxito no compensó la disminución de la Democracia Cristiana, que obtuvo cerca del 35%. Finalmente, con un poco más del 4% de los votos, el partido de la minoría danesa experimentó un fuerte crecimiento y logró su mejor resultado desde 1950.

### Consecuencias
Con el 49,3% de los votos y 46 diputados de 89, la coalición rojo-verde conservó su mayoría absoluta en el parlamento regional, con Simonis como ministra-presidenta.